# Фергюсон, Мэрилин
Мэ́рилин Фе́ргюсон (англ. Marilyn Ferguson, 5 апреля 1938, Гранд-Джанкшен, штат Колорадо — 19 октября 2008, Баннинг, штат Калифорния) — американская писательница, редактор и оратор, пропагандист движения Нью-эйдж, автор книг The Brain Revolution (1973) и «Заговор Водолея» (The Aquarian Conspiracy, 1980).
Одна из основателей «Ассоциации гуманистической психологии», Фергюсон издавала и редактировала хорошо известную научную ленту новостей «Brain/Mind Bulletin» с 1975 по 1996 год. Она получила множество почетных степеней, являлась членом Совета директоров Института Духовных наук, была знакома с такими разнообразными влиятельными фигурами, как изобретателем и теоретиком Бакминстером Фуллером, автором духовных книг Рам Дассом, лауреатом Нобелевской премии химиком Ильей Пригожиным и миллиардером Тедом Тернером.

## Юные и ранее годы карьеры
Урождённая Мэрилин Луиза Грассо, родилась в Гранд-Джанкшен, штат Колорадо. После окончания средней школы она получила степень бакалавра искусств в Государственном колледже Меса (сейчас Колорадский университет Меса), а затем продолжила обучение в Колорадском университете. Работала юридическим секретарем и была автором коротких рассказов и стихов в таких журналах, как Cosmopolitan. Прожив некоторое время в Хьюстоне, штат Техас, она переехала в Калифорнию со своим вторым мужем, Майком Фергюсоном, в 1968 году.

## «Революция мозга» и «Мозг/Сводка разума»
М. Фергюсон проявила устойчивый интерес к тому, что впоследствии стало известно как «человеческий потенциал», и в особенности последние исследования о потенциале человека. мозг, с его последствиями для обучения, творчества и хорошего самочувствия.
Исследования вдохновили её на написание книги: «Революция мозга: границы исследований разума» (Taplinger, 1973). Два года спустя Фергюсон выпустила в свет «Мозг/Сводка разума», информационный бюллетень, который служил постоянным предлогом для обсуждения новых открытий, и интереса к передовым научным идеям. На пике своего развития в 1980-х годах издание имело около 10 000 подписчиков по всему миру, начиная от ученых и интеллектуалов до школьных учителей и кладовщиков, и способствовало популяризации идей таких известных людей, как нейробиологи Карл Прибрам и Кэндис Перт, физики Фритжов Capra и Дэвид Бом, психолог Джин Хьюстон и многие другие.